# Ataenius purator
Ataenius purator är en skalbaggsart som beskrevs av Edgar von Harold 1868. Ataenius purator ingår i släktet Ataenius och familjen Aphodiidae. Inga underarter finns listade.